# Liophis subocularis
Liophis subocularis este o specie de șerpi din genul Liophis, familia Colubridae, descrisă de George Albert Boulenger în anul 1902. Conform Catalogue of Life specia Liophis subocularis nu are subspecii cunoscute.